# Mangia prega ama
Mangia prega ama (Eat Pray Love) è un film del 2010 diretto da Ryan Murphy, basato sul libro autobiografico di Elizabeth Gilbert Mangia, prega, ama - Una donna cerca la felicità.
Protagonista del film, nel ruolo di Elizabeth Gilbert, è Julia Roberts, affiancata da Javier Bardem, James Franco, Billy Crudup e Richard Jenkins.

## Trama
Elizabeth Gilbert ha una vita apparentemente perfetta: un solido matrimonio, una bella casa e un buon lavoro. Ma tutto questo sembra non bastarle per essere felice, sente il desiderio di allontanarsi da tutto. Infatti a tre anni dal difficile divorzio da Stephen e da una tormentata storia d'amore con David, Elizabeth decide di lasciare tutto, compresa la sua amica Delia, per intraprendere un viaggio intorno al mondo.
Tra le tappe, che la donna racconta minuziosamente in un diario, soggiorna per quattro mesi in Italia, visitando Roma e Napoli e, assieme a Giovanni e a una ragazza svedese, si avvicina ai piaceri del palato della buona cucina italiana ingrassando di dodici chili e godendosi la vita nel dolce far niente. Successivamente fa tappa in India, dove trascorre il tempo meditando presso un centro di preghiera e conversando con Richard, un uomo con un divorzio alle spalle causato da una vita sregolata, che le suggerisce di rimanere lì finché non si sarà perdonata la colpa del fallimento del proprio matrimonio.
Infine Elizabeth si reca a Bali, in Indonesia, dove viene aiutata da uno sciamano a guarire la tristezza che ha nel cuore, impara a sorridere ed amare nuovamente, anche grazie a un fortunato incontro con Felipe col quale, non senza forti resistenze legate alla paura dei rischi di amare nuovamente, alla fine deciderà di vivere pienamente una storia d'amore già nata tra i due ma fino ad allora non dichiaratamente accettata.

## Produzione

### Riprese
Le riprese del film sono iniziate a New York, proseguite a Delhi e Pataudi (India), Bali (Indonesia), Roma e Napoli. Le riprese italiane del film hanno avuto luogo tra la fine di agosto e i primi giorni di settembre 2009. A Roma sono state girate scene a Piazza Navona, Campo de' Fiori, Piazza di Spagna e Villa Borghese. A Napoli le riprese si sono svolte nel quartiere Forcella., presso “L’antica pizzeria da Michele”, celebre locale storico.

## Distribuzione
Il film è stato distribuito nelle sale cinematografiche statunitensi il 13 agosto 2010, mentre in Italia il 17 settembre 2010.

## Incassi
Nonostante sia stato accolto da recensioni negative, il film ha incassato in tutto il mondo più di 200 milioni di dollari a fronte di un budget di 60 milioni, diventando un ottimo successo commerciale.